# Montabot
Montabot är en kommun i departementet Manche i regionen Normandie i norra Frankrike. Kommunen ligger i kantonen Percy som tillhör arrondissementet Saint-Lô. År 2022 hade Montabot 272 invånare.

## Befolkningsutveckling
Antalet invånare i kommunen Montabot
| Referens: INSEE |